# Torre di Villa Fenicia
La Torre di Villa Fenicia è un edificio della masseria fortificata appartenuta alla famiglia Fenicia. La Torre è stata attualmente al centro di alcune ipotesi come possibile osservatorio astronomico o torre-bussola utilizzata dai Templari in Puglia.

## La Torre Templare
Come emerge da un documento del 1292, a Ruvo era presente una ricca domus templare da sempre bramata dai nobili signori della zona. Tra le varie ipotesi formulate per dare una collocazione a questa domus, rientra anche la villa e masseria della nobile famiglia ruvese dei Fenicia. L'ipotesi è dovuta alla presenza della torre-bussola-osservatorio (alta 8 metri) che si affaccia sulla Piana dei Templari e risale all'XI-XII secolo: essa aveva funzione di avvistamento ma fungeva anche come osservatorio astronomico ed inoltre era possibile tenere sotto controllo tutta la costa del Golfo di Manfredonia e buona parte della Terra di Bari. All'interno della torre è presente una scala a chiocciola in pietra che conduce dal piano terra fin sulla cima del bastione. La scala è molto particolare in quanto costituisce uno dei più antichi esempi di scala a chiocciola con il montante centrale ed composta stranamente non da gradini triangolari con il giro di salita disposto in senso orario ma da gradini rettangolari con il giro di salita in senso antiorario. All'interno della torre è inoltre presente una cisterna interrata per la raccolta dell'acqua piovana.